# Tumba de Meresanj III

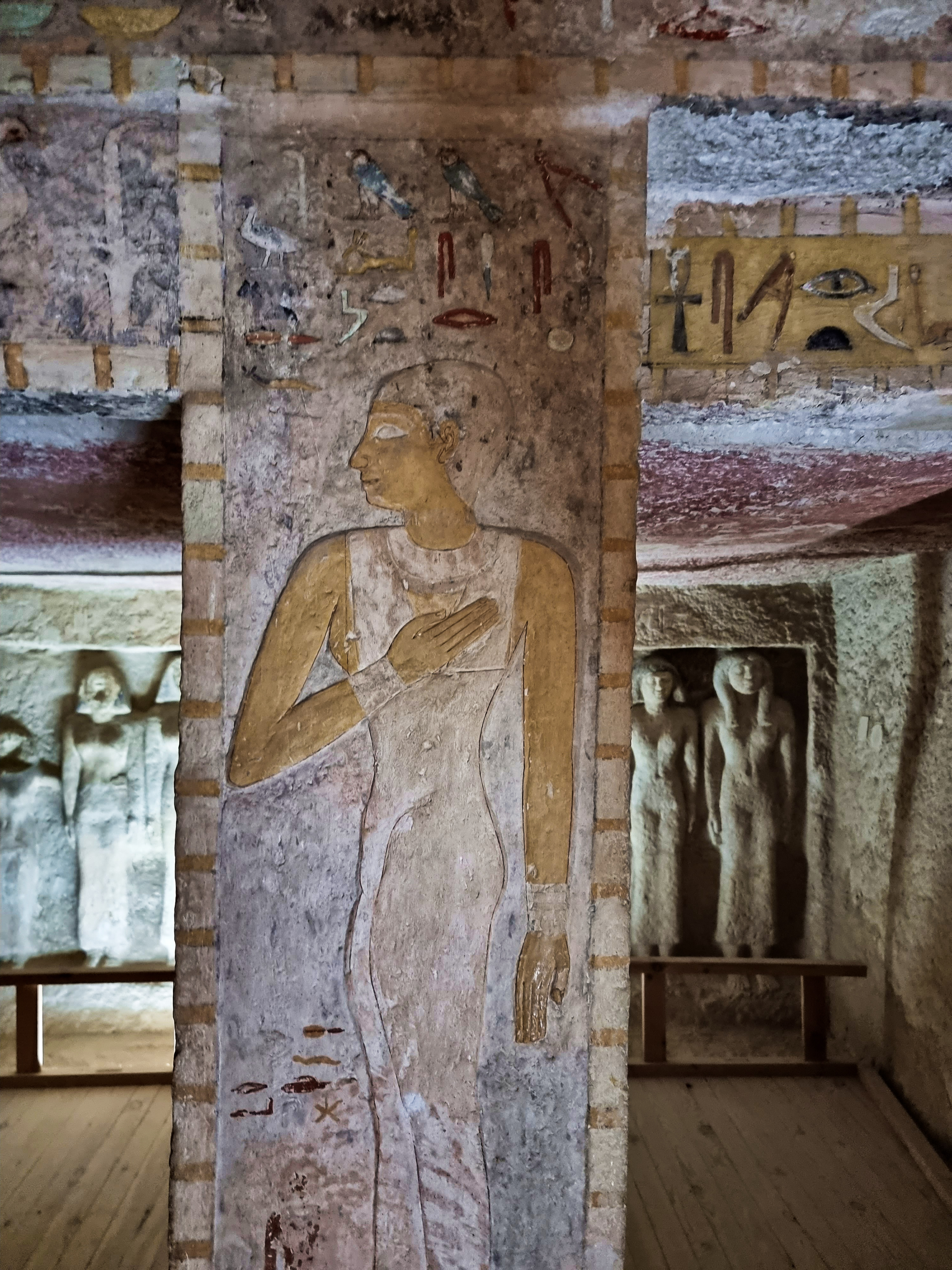
Decoración interior de la capilla del sepulcro de Meresanj III.

La tumba de Meresanj III es una antigua tumba egipcia del cementerio oriental de la Necrópolis de Guiza. En ella se enterró a Meresanj III reina y esposa de Kefrén, aunque lo más probable es que fuera encargada por su madre, Hetepheres II. La tumba subterránea excavada en la roca, designada por los arqueólogos como «G7530 sub» y situada bajo una mastaba designada como G7530/7540. La tumba consta de una capilla de tres salas, decorada con relieves pintados y figuras talladas, y una cámara funeraria más profunda donde se halló el sarcófago de Meresanj.

## Construcción
Meresanj era la esposa, y también sobrina, de Kefrén. Era hija del príncipe heredero Kauab y de su esposa Hetepheres II y por tanto nieta de Keops. Su tumba se encuentra en el cementerio oriental que se extiende en la Necrópolis de Guiza, junto a la Gran Pirámide. Esta zona se destinó a albergar las tumbas de su familia, incluidas las reinas y sus hijos. Volvió a utilizarse durante el reinado de Kefrén. Una de las primeras mastabas construidas en esta época (G7530/7540) se convirtió en la superestructura sobre la tumba de Meresanj III.
La mastaba fue asignada a Hetepheres II y es probable que ella fuera la responsable de la construcción de la tumba bajo ésta para su hija, que probablemente murió antes que ella. Prueba de ello se encuentra en el sarcófago, en el que una inscripción añadida a la decoración original indica que Hetepheres II se lo regaló a Meresanj.
Una inscripción en una puerta de la tumba indica que Meresanj fue enterrada aquí 272 días después de su muerte, un largo retraso que podría sugerir que su muerte fue inesperada y que se necesitó más tiempo para preparar la tumba. Por lo tanto, la tumba suele atribuirse a finales de la Dinastía IV. Los trabajos en la tumba probablemente tuvieron lugar o continuaron durante el reinado de Micerino, sucesor de Kefrén.

## Descubrimiento

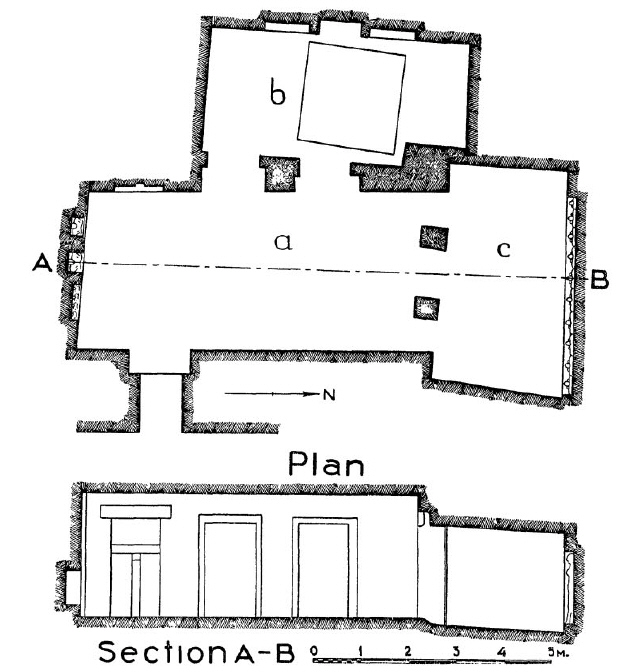
Planta de la capilla de la tumba, dividida en tres salas (a-c).

La tumba fue descubierta en 1927, durante el que debía ser el último día de excavaciones, por un equipo de la Universidad Harvard y el Museo de Bellas Artes de Boston, dirigido por George Andrew Reisner. Los excavadores estaban retirando escombros de la mastaba G 7540 y descubrieron la entrada a la tumba. Cuando el equipo entró en la cámara funeraria, encontró la tapa del sarcófago abierta con piedras, dejada así por los ladrones tiempo atrás, y el esqueleto desechado de la reina Meresanj abandonado en un rincón de la habitación.

## Arquitectura
La mastaba a nivel del suelo incluye una pequeña capilla para ofrendas, formada por una sala de planta cruciforme a la que se entra por el este. Estaba decorada con relieves, de los que los mejores restos se encuentran actualmente en la pared norte, donde se representa a cuatro mujeres haciendo ofrendas.
La tumba excavada en la roca se encuentra a unos 2 metros por debajo del nivel de la calle. y consta de una capilla dividida en tres salas, además de un pozo que conduce al enterramiento inferior. La tumba está decorada con relieves pintados que incluyen representaciones de Meresanj y su familia (incluido Hetepheres II), escenas de preparativos funerarios y escenas agrícolas. Una de las características más inusuales es la pared norte, que está tallada con diez figuras femeninas en fila. La pared oeste incluye una puerta falsa.

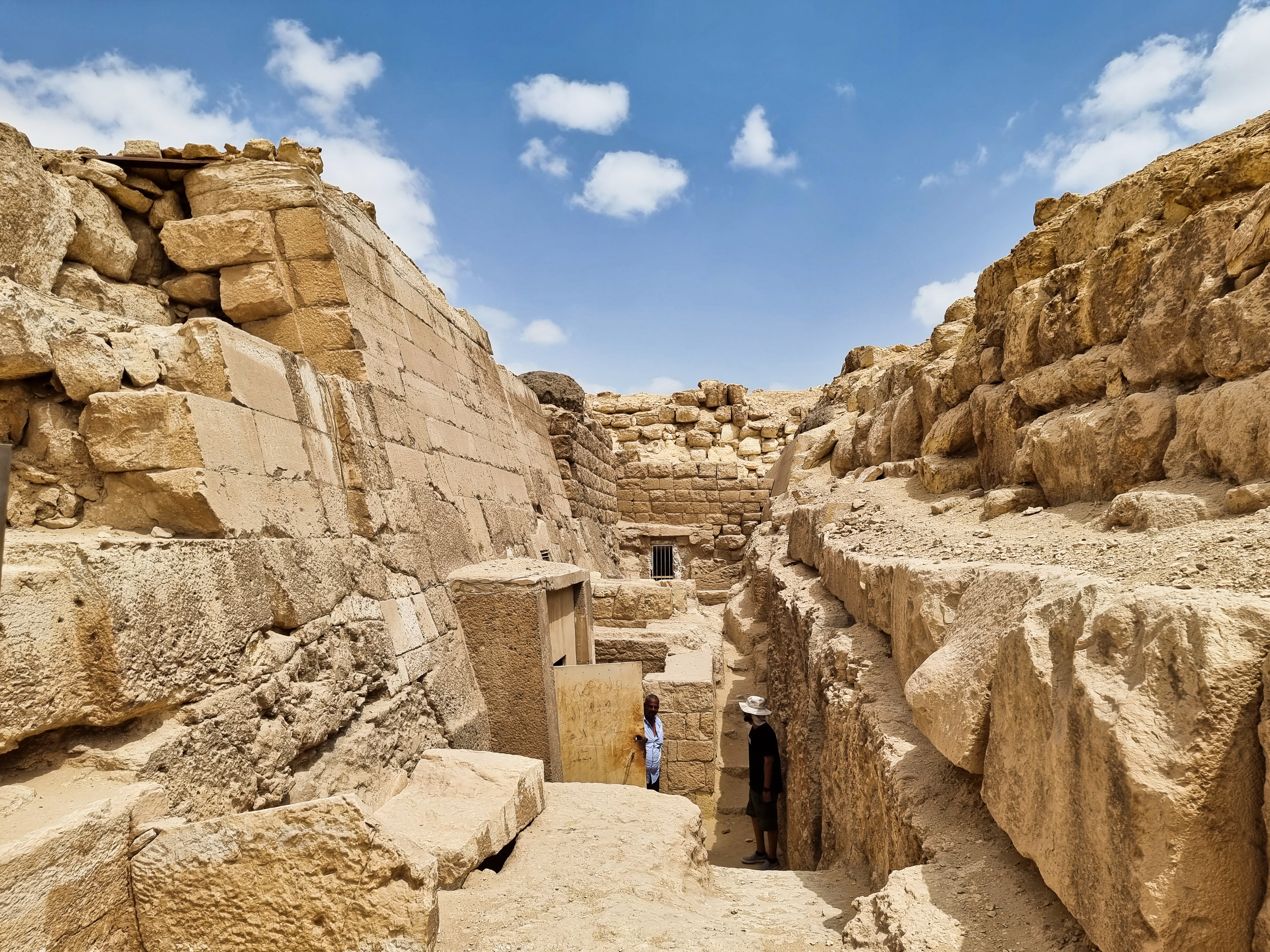
La mastaba y la entrada a la tumba (izquierda)
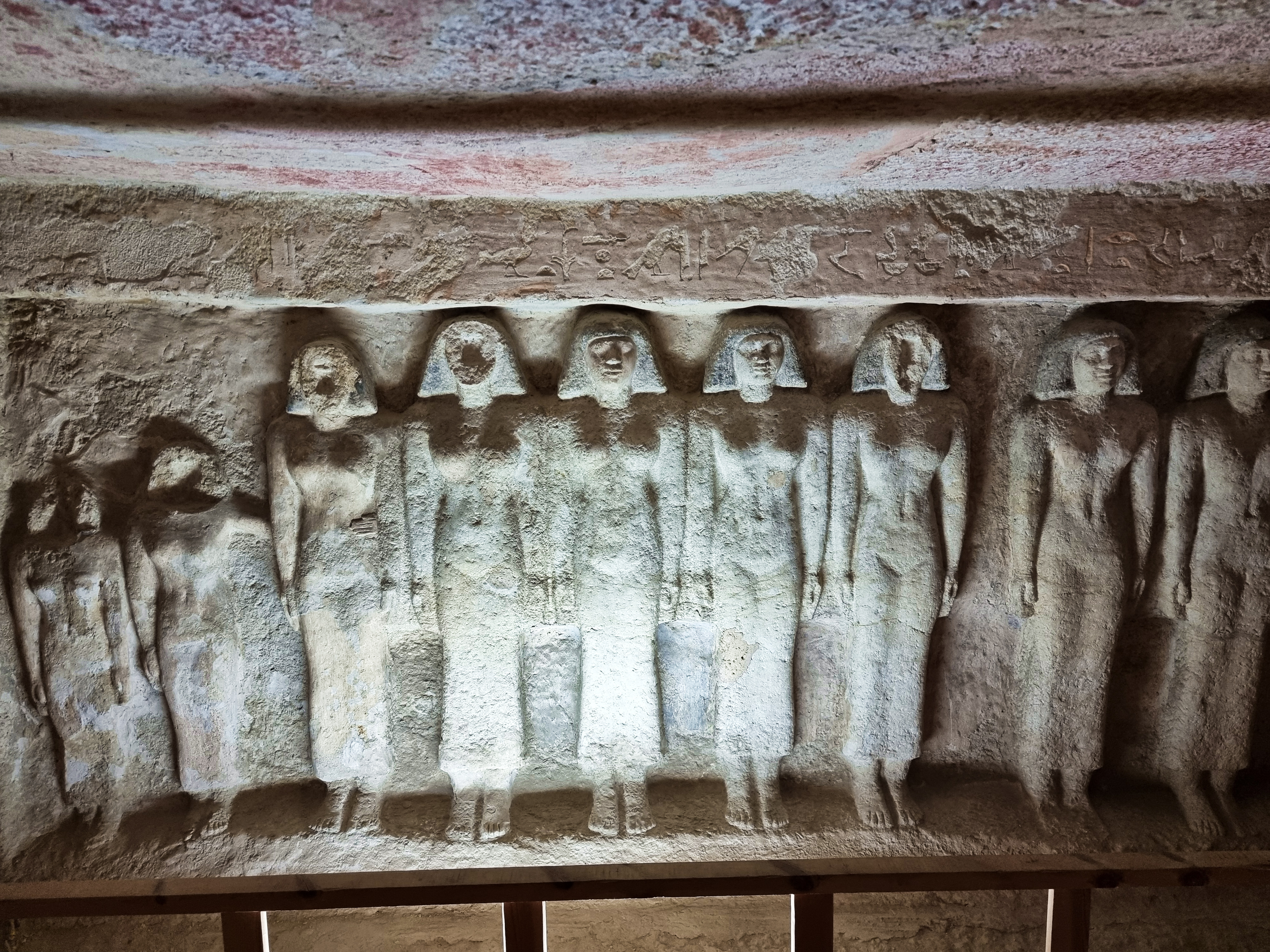
Fila de figuras esculpidas en el muro norte
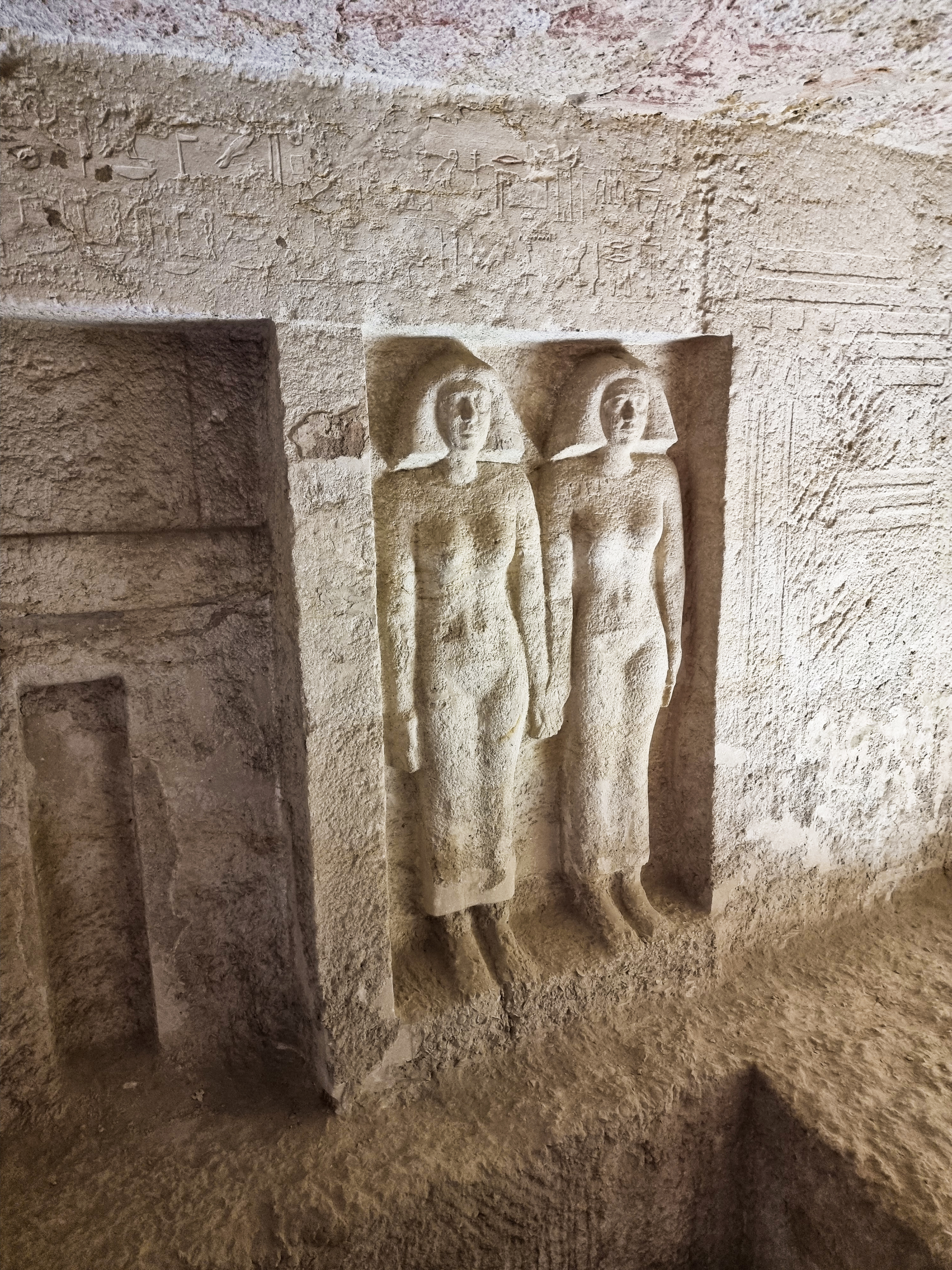
Figuras esculpidas (derecha) y puerta falsa (izquierda) en el muro oeste
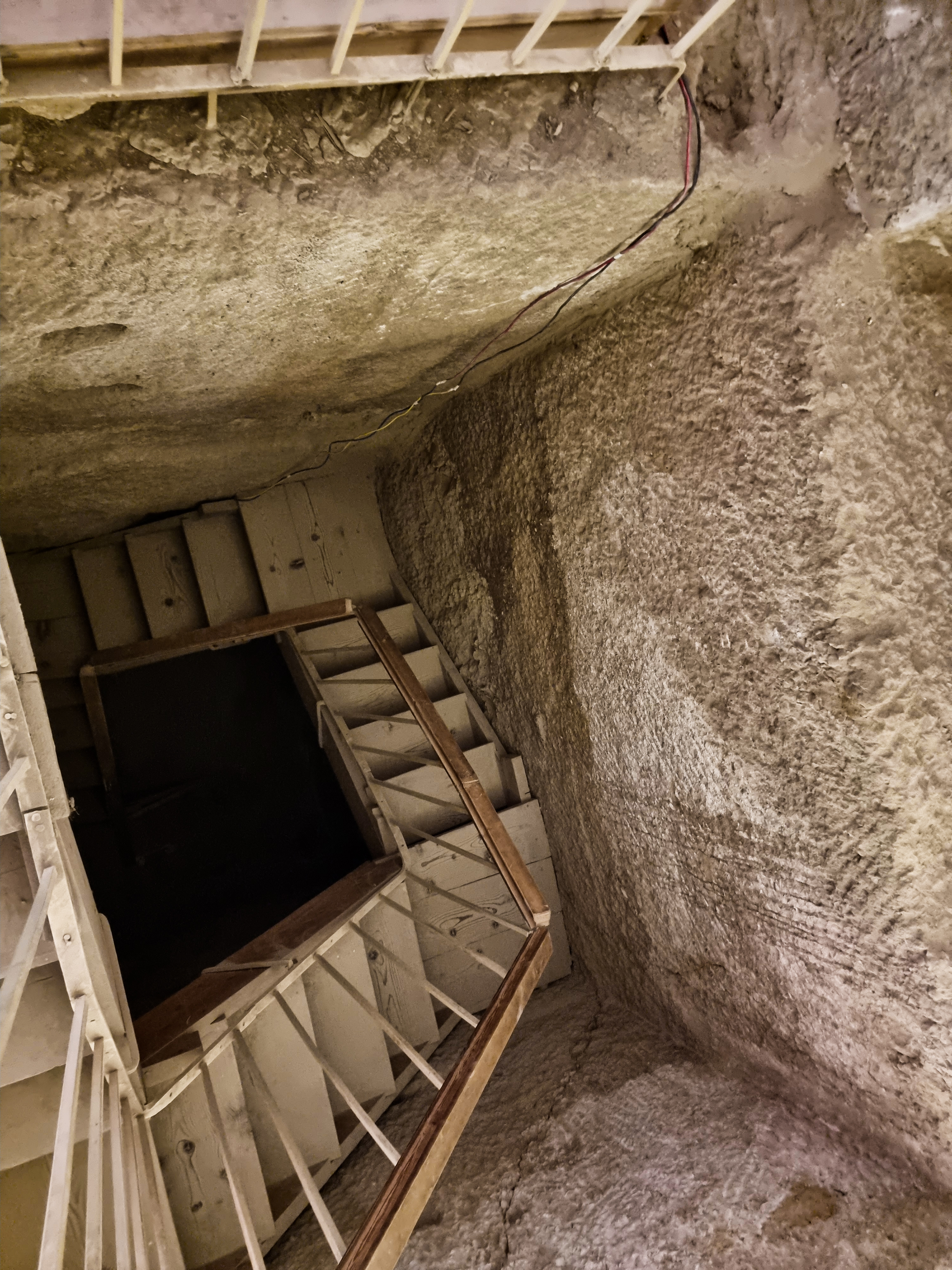
Pozo que conduce al entierro